# Борль, Кристиан
Кристиан Борль (англ. Christian Borle, род. 1 октября 1973 года, Питтсбург, Пенсильвания, США) — американский актёр мюзикла, двукратный лауреат премии Тони. Наиболее известен, как исполнитель роли Тома Левитта в сериале «Smash».

## Карьера
Дебют Кристиана Борля на Бродвее состоялся в 1998 году, когда он заменял героев в сценической адаптации фильма «Свободные». В 2000 году участвовал в ансамбле восстановленной постановке «Иисус Христос — суперзвезда». В 2003 году заменил Гэвина Крила в мюзикле «Абсолютно современная Милли».  В 2005 году играл роли Принца Герберта и Историка в мюзикле «Спамалот». Это принесло ему номинацию на премию Драма Деск и премию Broadway.com Audience. Наибольшую известность Кристиану Борлю принесла роль Эммета Форреста в мюзикле «Блондинка в законе», за которую он был номинирован на Тони как Лучший актёр второго плана.
С октября 2009 года по июль 2010 года исполнял роль Берта в бродвейской постановке мюзикла «Мэри Поппинс». В 2010 году появился в эпизодической роли в фильме «Охотник за головами». Зимой 2011 года исполнял роль Прайора Уолтера в постановке, посвященной 20-летию пьесы Тони Кушнера «Ангелы в Америке».
25 февраля 2011 года было объявлено, что Борль присоединится к составу пилотной серии нового сериала NBC «Smash» вместе с Деброй Мессинг, Анжеликой Хьюстон, Катариной МакФи и другими. В мае 2011 года телеканал NBC заявил сериал на сезон 2011-2012 годов. В марте 2012 года сериал был продлён на второй сезон из 15 эпизодов.
Кристиан Борль был членом основного состава региональной и внебродвейской постановок пьесы «Питер Пэн и ловцы звёзд» (адаптация романа Дэйва Барри и Ридли Пирсона) Он повторил роль Капитана Крюка на Бродвее, где играл до июня 2012 года. Эта роль принесла ему вторую номинацию на Тони, в которой он победил как Лучший актёр второго плана в пьесе.  5 декабря 2013 года Борль исполнил роль Макса Деттвайлера в концертной телеверсии «Звуков музыки».
В 2015 году Борль играет в основном составе новой музыкальной комедии «Something Rotten!» роль Барда (т.е. Уильяма Шекспира). Предпоказы начались 23 марта, официальная премьера состоялась 22 апреля 2015 года. За свое исполнение Кристиан Борль получил свою вторую премию Тони в номинации Лучший актёр второго плана в мюзикле.
Он покинул мюзикл в июле 2016 года, чтобы сыграть главную роль в возрожденном мюзикле «Фальцеты», который прошёл ограниченным показом с октября 2016 года по январь 2017 года..
9 мая 2016 года было объявлено, что Борль сыграет заглавную роль в бродвейской постановке «Вилли Вонка и шоколадная фабрика», который открывается предпоказами 28 марта с официальной премьерой 23 апреля 2017 года.
Вместе с бывшей супругой Саттон Фостер Кристиан Борль появился в 3 серии возрожденного сериала «Девочки Гилмор: Год из жизни» в качестве исполнителя в мюзикле «Старс Холлоу», сюжет которого строится вокруг истории маленького городка, в котором живут главные героини.
Озвучил Вокса, персонажа из веб-сериала от Amazon prime и Вивзипоп (Vivziepop) «Отель Хазбин» («Hazbin Hotel»), 2024 год.

## Личная жизнь
В колледже Кристиан Борль начал встречаться с Саттон Фостер. Пара поженилась 18 сентября 2006 года. В 2010 году в радиоинтервью Борль объявил, что они с Саттон разошлись. Также Борль недолгое время встречался с коллегой по мюзиклу «Блондинка в законе» Лорой Белл Банди.